# Спорт в Беларуси
Каждый год количество крупных международных турниров, проводимых в Беларуси, растёт: в 2015-м — 30, в 2016-м — 67, а в 2017-м — более 80. Среди самых значимых — чемпионат мира по хоккею с шайбой 2014, чемпионат мира по биатлону среди юниоров 2015, этапы Кубка мира по фристайлу и художественной гимнастике, чемпионат мира по конькобежному спорту 2018. В 2019 году комплекс «Раубичи» впервые принял чемпионат мира по летнему биатлону, а главным событием года стали Европейские игры 2019 в Минске.

## Белорусские национальные виды спорта
Как и у любого народа, у белорусов были в течение истории сформированы свои виды спорта. Современные белорусские национальные виды спорта возникли из обычных игр крестьян в деревне. Среди этих игр можно выделить:
Азерот (бел. Азярот) — народная игра с дугой для упряжки лошади. Играющие поочередно берут дугу за конец и свободным концом ударяют о землю так, чтобы она, спружинив, перелетела через азерот (приспособление наподобие широкой лестницы для просушки снопов, сена, гороха) высотой 7—8 м. Победителем считается тот, кто большее количество раз подряд перебросит дугу через азерот. Игра проводится в дни национальных праздников.
Борьба-да-крыжа (бел. Барацьба да крыжа) — вид спортивной борьбы, напоминающий современную вольную борьбу. Борцам разрешаются захваты ног, подножки, подбивы, толчки. Кратковременное касание земли лопатками поражением не считается. Победителем считается тот, кто прижмет противника спиной к земле и удержит его руки разведёнными в стороны.
Борьба-на-крыжы (бел. Барацьба на крыжы) — вид спортивной борьбы, аналогичный русской борьбе в обхват. Противники обхватывают друг друга за поясницу и стараются свалить на землю. Подножки, подбивы и толчки запрещаются. Победителем считается тот, кто свалит противника на землю.
Гула (бел. Гула) — старинная белорусская игра. Играющие делятся на две равные партии — дружины (бел. дружыны). Количество играющих (бел. садругаў) не ограничивается. Каждая дружина избирает большого, или «избранника», — наиболее сильного и выносливого игрока, который метает в сторону противника гулу (каменное или железное ядро, в некоторых местах колесо телеги). Содруги противной стороны, вооружившись кольями, стараются возможно раньше остановить гулу. С того места, где гула остановлена, избранник другой партии метает её обратно. Более сильные дальше метают гулу, более ловкие содруги раньше её останавливают. Игра продолжается до тех пор, пока одна из дружин не окажется за обусловленной чертой.
Зацеп (бел. Зацэп) — игра-упражнение в перетягивании. Противники садятся за стол друг против друга и, зацепившись средними фалангами согнутых пальцев (чаще указательных), тянут каждый к себе. Разрешается свободной рукой упираться в стол. Победителем считается тот, кто разогнет палец противника.
Козел (бел. Козел) — белорусская игра, схожая с игрой в чехарду. В козла играют в дни праздников, в свободное время.
Коловрот (бел. Калаўрот) — катание на санках. Название игры можно перевести дословно как «веретено». Суть игры такова: на ледяной площадке вмораживается кол, на него надевается колесо, к которому прикрепляется шест. На конце шеста закрепляются санки. 2—3 человека вращают колесо палками, вставленными между спицами. Санки быстро несутся по кругу. Задача сводится к тому, чтобы дольше удержаться на санках. В настоящее время коловороты часто устраиваются на коньках.
Потяг (бел. Поцяг) — групповая игра с перетягиванием. Две группы играющих, сцепившись согнутыми в локтях руками, образуют две цепи. «Заводные», стоящие во главе цепей, захватывают друг друга таким же образом. Затем каждая цепь тянет в свою сторону, стараясь разорвать цепь противника или затянуть её за обусловленную линию.

## Спортивные сооружения в Белоруссии
В каждом областном центре есть Дворец спорта, крытая ледовая площадка. По состоянию на 2020 год, в стране функционирует более 23 тысяч объектов физкультурно-спортивного назначения, среди них:
- 164 стадиона
- 358 бассейнов
- 61 спортивный манеж
- 4533 спортивных зала
- 36 спортивных сооружений с искусственным льдом
- 581 стрелковый тир

## Участие в Олимпийских играх

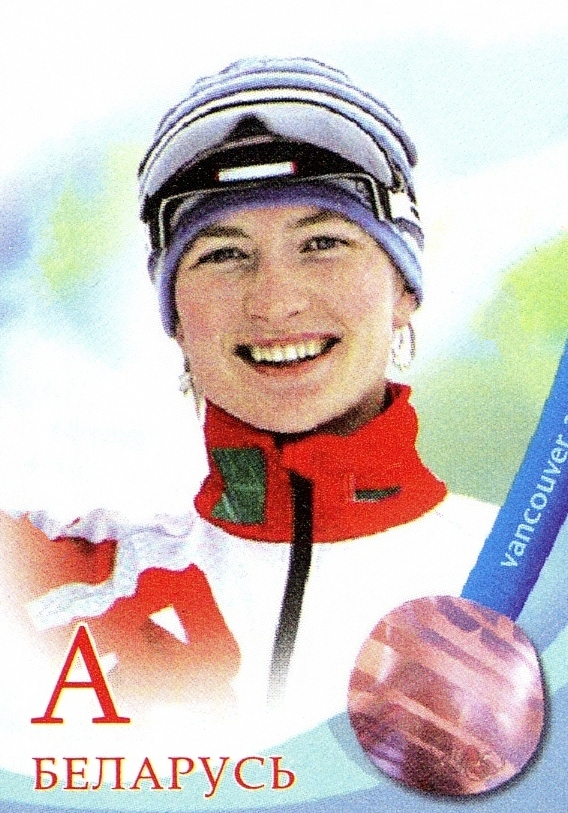
Дарья Домрачева — четырёхкратная олимпийская чемпионка

Впервые белорусы выступили на Олимпийских играх в 1952 году в Хельсинки в составе сборной СССР (жители Западной Белоруссии Кароль Руммель, Адам Круликевич, Тадеуш Соколовский, Михаил Версоцкий, Юзеф Клуковский, Витольд Герутто, Ежи Ковалевский, Ядвига Марго-Ксенжкова) выступали под флагами Российской империи и Польши.
Впервые команда Белоруссии выступила на зимней Олимпиаде 1994 года в Лиллехаммере. Самой титулованной спортсменкой Белоруссии на Олимпийских играх является биатлонистка Дарья Домрачева, которая выиграла три золота на Играх 2014 года, после чего была удостоена высшей государственной награды страны — звания Герой Беларуси.

## Футбол
До 1991 года белорусские клубы участвовали в различных лигах чемпионата СССР. Лучший результат — победа в чемпионате страны минского «Динамо» в 1982 году.
Но в 2008 году футбольный клуб «БАТЭ Борисов» достиг небывалых для Белоруссии высот. Клуб пробился в групповую стадию Лиги Чемпионов, сыграв в группе с мадридским «Реалом», туринским «Ювентусом» и санкт-петербургским «Зенитом». Не став мальчиками для битья, борисовчане взяли 3 очка (3 ничьи), что по белорусским меркам того времени было очень много. В 2012 г. футбольный клуб «БАТЭ Борисов» выиграл у «Баварии» (Мюнхен) со счетом 3:1, отобрав у них 3 очка.
Наилучший результат сборная Белоруссии показала в феврале 2011 года, когда команда заняла в рейтинге ФИФА 36-е место. Однако белорусская сборная ни разу не попадала на чемпионаты мира или Европы.

## Теннис

### Участие в Кубке Дэвиса
Белорусская команда впервые приняла участие в Кубке Дэвиса в 1994 году. Все эти годы основными её членами были Максим Мирный и Владимир Волчков. Команда поднялась из низших Евро-Африканских зон до мировой группы.
Самой длинной удачной серией является серия из 6 побед:
- над Португалией 4:1, июль 2002;
- над Израилем 3:2, февраль 2003;
- над Зимбабве 4:1, апрель 2003;
- над Германией 3:2, сентябрь 2003;
- над Россией 3:2, февраль 2004;
- над Аргентиной 5:0, апрель 2004; закончилась поражением от команды США в сентябре 2004.

2004
Самым успешным годом для команды стал 2004. Тогда она, впервые попав в мировую группу, дошла до полуфинала, где проиграла команде США.
Самым драматичным матчем стала встреча со сборной России в феврале 2004 года в Минске. Тогда в первой же встрече Волчков-Андреев белорус получил серьёзную травму и не смог продолжать игру. Если учесть, что в команде не было (и нет до сих пор) сильного третьего игрока, матч был практически проигран — результаты двух встреч оказывались явно не в пользу белорусов.
Однако в последней, пятой, встрече, при счёте 2:2, на корт против Михаила Южного всё же вышел Владимир Волчков — и победил.
В четвертьфинале розыгрыша 2004 года белорусы разгромили команду Аргентины — со счётом 5:0 (счёт по сетам 13:1).
2006
В матчах 1/8 финала которые проходили 10-12 февраля[2006 в Минске сборная Белоруссии выиграла у команды Испании со счётом 4:1. В четвертьфинале белорусы встретились с теннисистами сборной США на их корте. В ходе встречи 7-9 апреля белорусы уступили сборной США со счётом 5:0.

### Виктория Азаренко

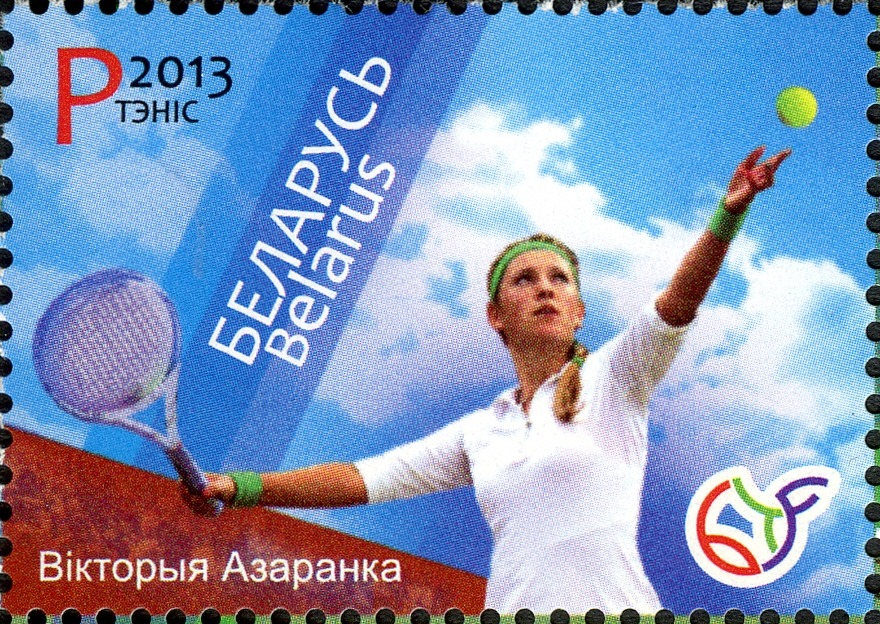
Марка, посвящённая В. Азаренко

Самая известная и титулованная теннисистка Белоруссии — Виктория Азаренко. Профессиональную карьеру в WTA она начала в 2003 году. В январе 2009 года белоруска выиграла первый титул в карьере — в австралийском Брисбене. В январе 2012 стала первой в истории Белоруссии теннисисткой выигравшей турнир Большого шлема — Виктории покорился Australian Open. Этот успех позволил 30 января занять первую строчку в рейтинге WTA и стать 21 по счету первой ракеткой мира. После этих успехов она была награждена орденом Отечества III степени. На Олимпийских играх 2012 года в Лондоне Виктория Азаренко завоевала бронзу в одиночном разряде, а в паре с Максимом Мирным стала олимпийской чемпионкой. Это первая медаль белорусских теннисистов в истории — и сразу же золотая. В 2013 году теннисистка повторила свой успех на Australian Open.

## Боевые искусства в Белоруссии
В Белоруссии развиваются многие виды боевых искусств. Существуют шесть видов боевых искусств входящих в программу Олимпийских игр: греко-римская борьба, вольная борьба, бокс, дзюдо, карате и тхэквондо.
Неолимпийские виды борьбы на территории Белоруссии до настоящего времени не получили широкой популярности, они сохранились в современной системе физической культуры и спорта в качестве различных специальных и подводящих упражнений, а также развивающих игр.

## Хоккей с шайбой

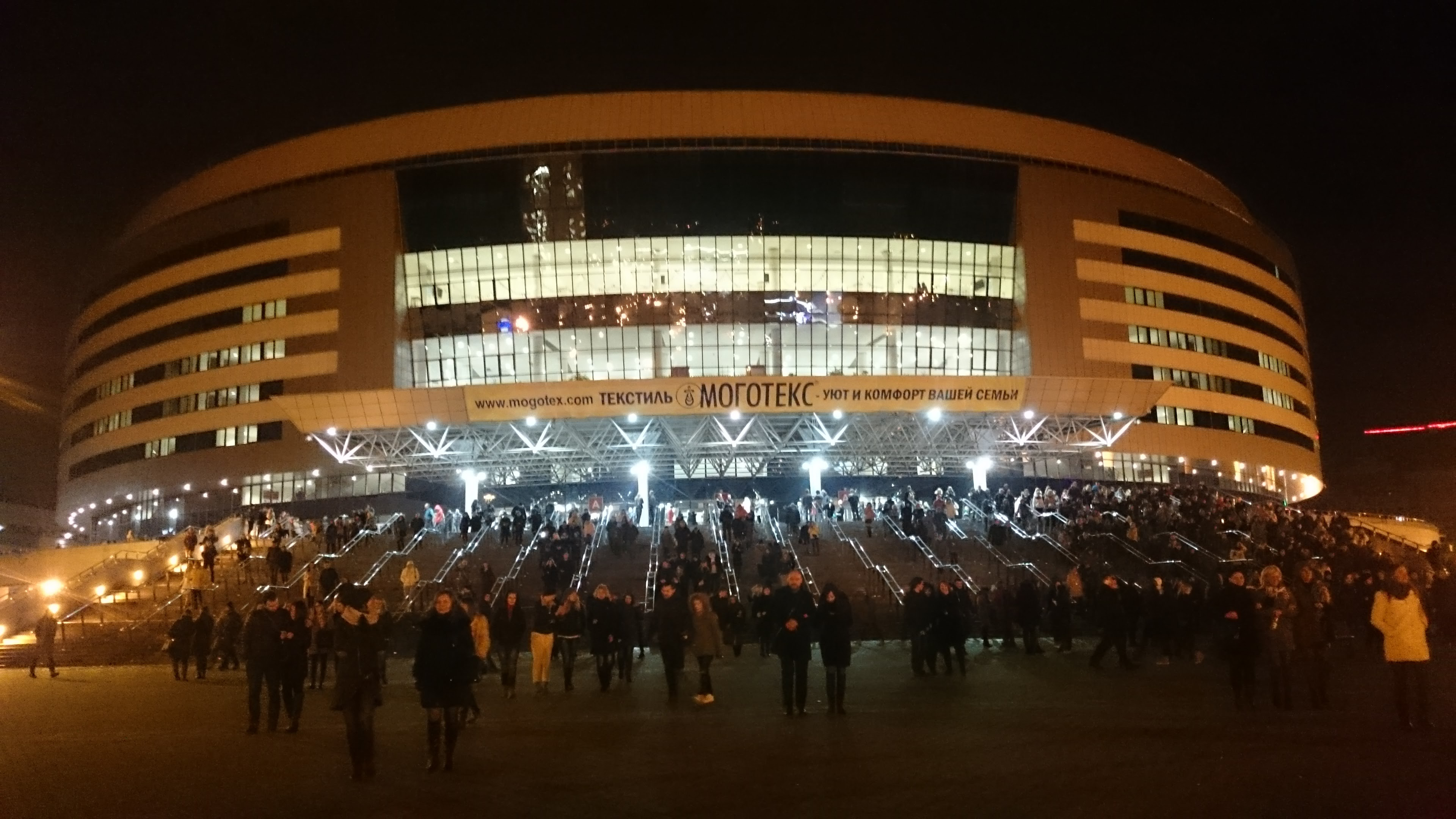
Минск-Арена — главная хоккейная арена Белоруссии

В Белоруссии хоккей является приоритетным видом спорта. Планируется, что к 2014 году будет действовать 50 спортивных арен. В 2010 прошел мировой чемпионат среди юниоров, а в 2014 Беларусь приняла у себя чемпионат мира по хоккею. Для этого в Минске возведена «Минск-арена» (15 040 зрителей) и «Чижовка-арена» (9500 зрителей).
Сборная Белоруссии четырежды доходила до четвертьфиналов (стадия плей-офф) на чемпионатах мира 2006, 2009, 2014 и 2015), а также вышла в полуфинал соревнований на Олимпийских играх 2002 года в Солт-Лейк-Сити. В последние годы результаты пошли на спад.
Женский хоккей в Белоруссии не развит, не действует даже национальная сборная, с 2010 по 2013 годы существовала профессиональная команда «Пантера», игравшая в европейских турнирах.

## Парашютный спорт
Аэроклубы и дропзоны
- Минск (Боровая) — Минский аэроклуб Осоавиахима (в настоящее время Учебно-спортивное учреждение «Центральный аэроклуб» ДОСААФ имени дважды Героя Советского Союза С.И. Грицевца), АУСУ Центральный аэроклуб ДОСААФ[6]
- Гродно (Дачник)
- Витебск (Куковячино, Журжево)
- Бобруйск (Сычково)
- Могилев (Новое Пашково)
- Гомель
- Молодечно (Хожево)
- Брест
- Барановичи
- Орша
- Лида

## Велоспорт
Минский велодром «Минск-арена» был введён в эксплуатацию 30 декабря 2008 года. В 2009 году принимал Чемпионат Европы по велосипедному спорту на треке. А в 2013 году на нём проводился Чемпионат мира по велоспорту на треке.

## Танковый биатлон
В последние годы большую популярность приобретает и танковый биатлон. С 2013 года Белоруссия принимает участие, интерес к данному виду спорта в стране вырос после того, как танкисты стали третьими на турнире в Алабино, пропустив вперед только команды России и Казахстана. Является одним из двенадцати основателей международной федерации танкового биатлона, неизменно участвует на чемпионате мира по танковому биатлону, входит в европейскую федерацию танкового биатлона. Каждый год является претендентом на высокие места. В 2014 году белорусы остановились в шаге от финала, заняв пятое место. Чемпионат мира 2015 года пропускали, готовясь к участию на своей технике в следующем году. В 2016 году белорусские танкисты впервые участвовали на своих танках, прошедших модернизацию, но едва не повторили успех 2013 года, заняв лишь четвёртое место. В 2017 году Белоруссия была близка к наградам, и в какой-то момент шли недурно. Но уже со второго этапа начали ошибаться на огневых рубежах и с семью промахами снова стали четвёртыми.